# 受難週

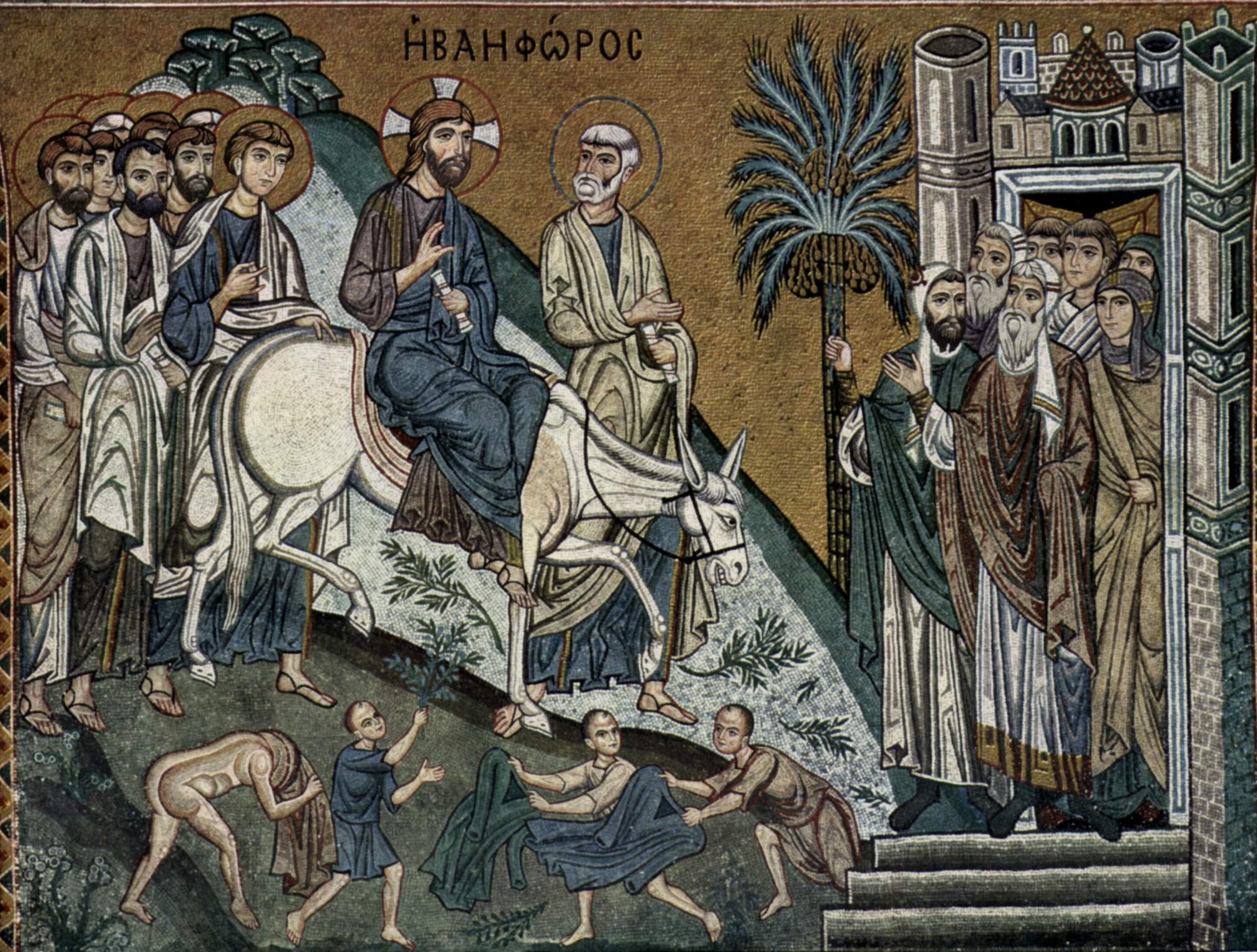
エルサレム入城の様子

受難週（じゅなんしゅう：プロテスタント）、聖週間（せいしゅうかん：カトリック）、聖週（せいしゅう：聖公会）、受難週間（じゅなんしゅうかん：正教会）、（英: Passion Week, Holy Week, 西: Semana Santa）とは、棕櫚の主日（＝枝の主日、聖枝祭）から、復活祭（＝復活大祭）の前日までの一週間を指す。イエス・キリストがエルサレムで受けた苦難を記憶する事から「受難週」等の名がある。
この週の木曜日は「聖木曜日」（「洗足木曜日」、「聖大木曜日」）、金曜日は「聖金曜日」（「受難日」、「受苦日」、「聖大金曜日」とも）、土曜日は「聖土曜日」と呼ばれる。

## 聖書での解釈
キリストの受難については、使徒言行録で「神は、すべての預言者たちの口を通して、キリストの受難をあらかじめ語っておられたことを、このように実現されました」（3：18）と明言されている。よって、受難は使徒の教えの中心をなしていたといえよう。だが、弟子たちは苦難の意味を復活までは、本当の意味では理解してはいなかった（マタイ16：21‐28など多数）。従って、イエスのエルサレム入城を始点としたこの1週間も、さほど重要視していなかったであろう。

## 行事
受難週の各曜日における出来事を福音書の記述に従って行う伝統は、エルサレム教会で2-3世紀頃から行われていたようである。今日でも正教会、カトリック教会、聖公会では各曜日に様々な行事が行われている。ただ、プロテスタントでは教派や国によって採用する行事にばらつきがある。